# كليمنس بوتينو
كليمنس بوتينو (بالفرنسية: Clémence Botino)‏ (من مواليد 22 يناير 1997) عارضة أزياء فرنسية وحاملة لقب ملكة جمال فرنسا عام 2020. مثلت فرنسا في مسابقة ملكة جمال الكون 2021. وحلت ضمن أفضل 10 مراكز الأولى.

## روابط خارجية
- كليمنس بوتينو على إنستغرام